# Человек в пенсне
«Человек в пенсне» из цикла «Рассказы А. П. Чехова» — российский мультфильм 2010 года.

Подзаголовок: Удивительная фильма по рассказам Антоши Чехонте.

«Мастер-фильм» и Фонд социально-культурных программ «Губерния» выпустили цикл мультфильмов к 150-летию со дня рождения Антона Павловича Чехова.

## Сюжет
Двух подростков Антошу и Дашу родители отправили на лето в деревню в гости к родным, которые жили в старинном доме. От скуки Антон предложил слазить на чердак искать клады, Даша согласилась. На чердаке ребята нашли старинные вещи: самовар, граммофон, портрет человека в пенсне, ружьё, висящее на стене, и сундук, в котором оказались книги. Сверху лежала книга: Антоша Чехонте «Сказки Мельпомены». Открыв её, ребята прочитали: «Задачи сумасшедшего математика», «Письмо к учёному соседу», а потом нашли готический ужастик «1001 страсть, или весь Гюго в одну страницу», в финале которого персонажи отплывали в Америку на «Титанике». Ребята дружно смеялись. Антоша сказал: "«Ну, автор жжёт! Интересно, когда он это написал?» Даша посмотрела дату и ответила, что 150 лет назад. Антоша воскликнул: «Не может быть!» На портрете подмигнул Чехов в пенсне, а ружьё, висящее на стене, бабахнуло.

## Роли озвучивали
- Андрей Ермохин, Артём Толстобров, Надя Берсенева, Хихус.

## Музыка
В титрах мультфильма написано:

Использованы сочинения русского и цыганского народов в исполнении Фёдора Шаляпина. А также произведения: Жюля Массне, Шарля Гуно, Василия Агапкина.

## Рассказы Чехова
На фестивале «Кинематографический Чехов» показали анимационный цикл «Рассказы А. П. Чехова», фильмы представляли авторы:
- «Беззаконие» реж. Наталья Мальгина
- «Белолобый» реж. Сергей Серёгин
- «Сын прокурора спасает короля» реж. Оксана Холодова
- «Человек в пенсне» реж. Хихус.

## Фестивали и премии
- 2010 — ОРФАК в Суздале: участие в конкурсной программе.[2]
- 2011 — Премия «Золотой орёл» за лучший анимационный фильм за 2010 год — Номинация[3]

## Отзыв критика
В последнее время на «Мастер-фильме» появились талантливые работы авторов нового поколения. Их премьерной площадкой стал цикл одушевлённых чеховских рассказов. Популярный в Интернете художник Хихус в «Человек в пенсне» «осовременивает» Чехова с помощью ядерного микста — смеси сюра и нео-лубка и комикса.
— Лариса Малюкова «СВЕРХкино» с.121